# Tereticus alluaudi
Tereticus alluaudi là một loài bọ cánh cứng trong họ Cerambycidae.